# روبرت بيرك (مخرج)
روبرت بيرك (بالإنجليزية: Robert Burke)‏ هو كاتب سيناريو ومنتج أفلام ومخرج أمريكي، ولد في 1984 في الولايات المتحدة.

## وصلات خارجية
- روبرت بيرك على موقع IMDb (الإنجليزية)
- روبرت بيرك على موقع أول موفي (الإنجليزية)
- روبرت بيرك على موقع أول موفي (الإنجليزية)
- روبرت بيرك على موقع قاعدة بيانات الفيلم (الإنجليزية)
- روبرت بيرك على موقع كينوبويسك (الروسية)